# Storbritanniens Grand Prix 2021
Storbritanniens Grand Prix 2021, officiellt Formula 1 Pirelli British Grand Prix 2021 var ett Formel 1-lopp som kördes den 18 juli 2021 på Silverstone Circuit i England. Loppet var det tionde loppet ingående i Formel 1-säsongen 2021 och kördes över 52 varv.

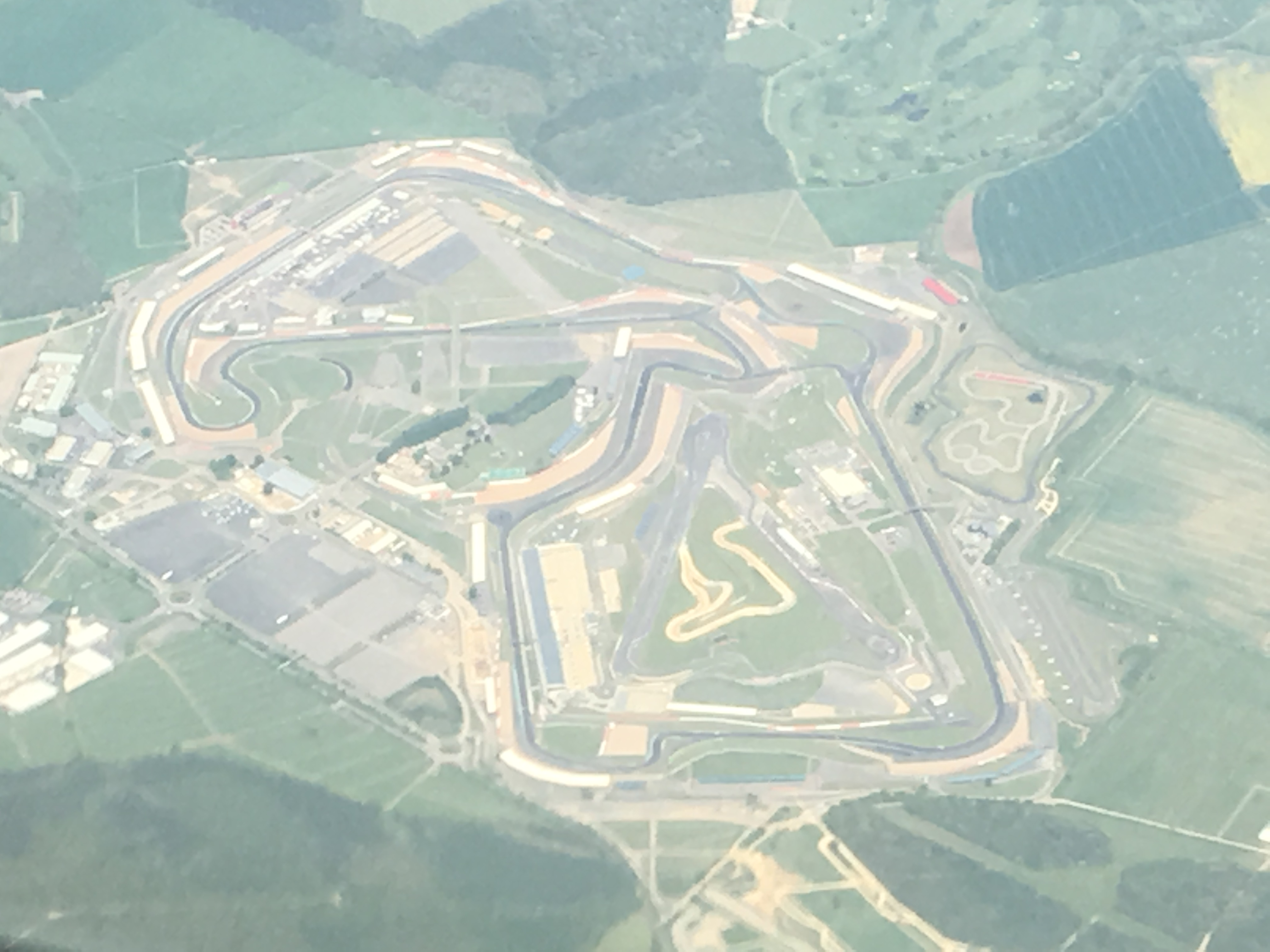
Flygbild av Silverstone Circuit

## Bakgrund

### Däckval
Däckleverantören Pirelli har tilldelat C1-, C2- och C3-däckföreningarna som ska användas i loppet. Helgen förväntas också göra en tävlingsdebut för den nya bakhjulskonstruktionen efter ett framgångsrikt test vid det tidigare loppet i Österrike. Den nya konstruktionen är utformad för att förbättra säkerheten genom att förhindra fel i bakhjulet, som händelsen med Lance Stroll och Max Verstappen vid Azerbajdzjan Grand Prix tidigare under säsongen.

### Weekendformat
Storbritanniens Grand Prix 2021 kommer att vara det första av tre lopp under säsongen att implementera det nya sprintkvalificeringsformatet. Formatet implementerades till det loppet efter enighet bland FIA, Formel 1 och de tio stallen. Med detta blir det en förändring av helgens format, liksom reglerna. Vanligtvis hade fredag två träningspass, en på morgonen och den andra på eftermiddagen. Lördag skulle ha det sista träningspasset på morgonen med kval på eftermiddagen. Söndagen skulle bara ha loppet på 305 km. Sprintkvalet ändrar på detta format, nu på fredag kommer det att finnas ett träningspass tidigt på eftermiddagen och en traditionell kvalificering (för att bestämma sprintkvalificeringens startordning) på kvällen. På lördag kommer det andra träningspasset att äga rum vid middagstid, med det nytillkomna sprintloppet på eftermiddagen. Söndagen är oförändrad i detta format.

### Sprintkvalet
Sprintkvalet var ett nytt format som kördes under 17 varv, ca 100 km. Detta kval bestämde ordningen för loppet på söndagen. Platsen på startgridden för sprintkvalet bestämdes genom det normala kvalformatet, det vill säga, tre kvalrundor (Q1, Q2 och Q3). Resultatet i sprintkvalet blev startplatsen i söndagens lopp. Vinnaren av sprintkvalet var på pole position. Dessutom tilldelades de tre bästa förarna i sprintkvalet poäng, förstaplats fick 3 poäng, andraplats fick 2 poäng och tredjeplats fick 1 poäng i förarmästerskapet. Den maximala tidsgränsen är 90 minuter. Normala bränsleflödesgränser gäller fortfarande. De tre bästa förarna under sprintkvalet kommer att ges en krans och en speciell segerceremoni.

## Ställning i mästerskapet innan loppet
| Pos. | Förare          | Poäng |
| ---- | --------------- | ----- |
| 1    | Max Verstappen  | 182   |
| 2    | Lewis Hamilton  | 150   |
| 3    | Sergio Pérez    | 104   |
| 4    | Lando Norris    | 101   |
| 5    | Valtteri Bottas | 92    |

| Pos. | Konstruktör       | Poäng |
| ---- | ----------------- | ----- |
| 1    | Red Bull-Honda    | 286   |
| 2    | Mercedes          | 242   |
| 3    | McLaren-Mercedes  | 141   |
| 4    | Ferrari           | 122   |
| 5    | Alpha Tauri-Honda | 48    |

- Notering: Endast de fem bästa placeringarna i vardera mästerskap finns med på listorna.

## Träningen
Det första träningspasset ägde rum 15:30 svensk tid (14:30 lokaltid) på fredagen den 16 juli i soligt väder. Max Verstappen för Red Bull körde snabbast med hela 0,779 sekunder före Lando Norris för McLaren som låg på andra plats. Lewis Hamilton låg på tredje plats, endast 0,001 sekund bakom Norris.
Det andra träningspasset ägde rum 13:00 svensk tid (12:00 lokaltid) på lördagen den 17 juli i soligt väder. Max Verstappen för Red Bull körde snabbast återigen med 0,375 sekunders mellanrum till Ferraris Charles Leclerc som låg på andra plats. Carlos Sainz, Jr, som är Leclercs stallkamrat körde tredje snabbast med 0,230 sekunder bakom Leclerc. Inga incidenter uppstod i de två träningspassen.

## Kvalet
Kvalet ägde rum klockan 19:00 den 16 juli 2021 och Lewis Hamilton körde snabbast i Q3 och tog därmed pole position i kvalet inför sprintkvalet. Max Verstappen knep andraplats medan Valtteri Bottas tog hem tredjeplats.
| Pos.           | Nr. | Förare             | Konstruktör               | Kvaltider | Kvaltider | Kvaltider | Start- grid |
| Pos.           | Nr. | Förare             | Konstruktör               | Q1        | Q2        | Q3        | Start- grid |
| -------------- | --- | ------------------ | ------------------------- | --------- | --------- | --------- | ----------- |
| 1              | 44  | Lewis Hamilton     | Mercedes                  | 1:26,786  | 1:26,023  | 1:26,134  | 1           |
| 2              | 33  | Max Verstappen     | Red Bull-Honda            | 1:26,751  | 1:26,315  | 1:26,209  | 2           |
| 3              | 77  | Valtteri Bottas    | Mercedes                  | 1:27,487  | 1:26,764  | 1:26,328  | 3           |
| 4              | 16  | Charles Leclerc    | Ferrari                   | 1:27,051  | 1:26,919  | 1:26,828  | 4           |
| 5              | 11  | Sergio Pérez       | Red Bull-Honda            | 1:27,121  | 1:27,073  | 1:26,844  | 5           |
| 6              | 4   | Lando Norris       | McLaren-Mercedes          | 1:27,444  | 1:27,220  | 1:26,897  | 6           |
| 7              | 3   | Daniel Ricciardo   | McLaren-Mercedes          | 1:27,323  | 1:27,125  | 1:26,899  | 7           |
| 8              | 63  | George Russell     | Williams-Mercedes         | 1:27,671  | 1:27,080  | 1:26,971  | 8           |
| 9              | 55  | Carlos Sainz, Jr.  | Ferrari                   | 1:27,337  | 1:26,848  | 1:27,007  | 9           |
| 10             | 5   | Sebastian Vettel   | Aston Martin-BWT Mercedes | 1:27,493  | 1:27,103  | 1:27,179  | 10          |
| 11             | 14  | Fernando Alonso    | Alpine-Renault            | 1:27,580  | 1:27,245  | N/A       | 11          |
| 12             | 10  | Pierre Gasly       | Alpha Tauri-Honda         | 1:27,600  | 1:27,273  | N/A       | 12          |
| 13             | 31  | Esteban Ocon       | Alpine-Renault            | 1:27,415  | 1:27,340  | N/A       | 13          |
| 14             | 99  | Antonio Giovinazzi | Alfa Romeo-Ferrari        | 1:27,595  | 1:27,617  | N/A       | 14          |
| 15             | 18  | Lance Stroll       | Aston Martin-BWT Mercedes | 1:28,017  | 1:27,665  | N/A       | 15          |
| 16             | 22  | Yuki Tsunoda       | Alpha Tauri-Honda         | 1:28,043  | N/A       | N/A       | 16          |
| 17             | 7   | Kimi Räikkönen     | Alfa Romeo-Ferrari        | 1:28,062  | N/A       | N/A       | 17          |
| 18             | 6   | Nicholas Latifi    | Williams-Mercedes         | 1:28,254  | N/A       | N/A       | 18          |
| 19             | 47  | Mick Schumacher    | Haas-Ferrari              | 1:28,738  | N/A       | N/A       | 19          |
| 20             | 9   | Nikita Mazepin     | Haas-Ferrari              | 1:29,051  | N/A       | N/A       | 20          |
| 107 %-gränsen: |     |                    |                           |           |           |           |             |
| Källor:        |     |                    |                           |           |           |           |             |

## Sprintkvalet
Sprintkvalet ägde rum 17:30 svensk tid (16:30 lokaltid) den 17 juli och kördes över 17 varv. Max Verstappen för Red Bull tog ledningen redan i starten och lyckades ta pole position inför söndagens lopp. Lewis Hamilton och Valtteri Bottas för Mercedes på andra respektive tredje plats. Med detta resultat får de poäng till förarmästerskapet. Sergio Pérez för Red Bull snurrade med sin bil i det femte varvet och tvingades bryta sitt lopp i det sextonde varvet med misstänkt skada på bilen. Fernando Alonso lyckades klättra från elfte till sjunde plats i sprintkvalet och Kimi Räikkönen från sjuttonde till trettonde plats vilket blir ett lyckat sprintkval för deras del.
| Pos.    | Nr. | Förare             | Konstruktör               | Varv | Tid/Bröt  | Grid | Startgrid | Poäng |
| ------- | --- | ------------------ | ------------------------- | ---- | --------- | ---- | --------- | ----- |
| 1       | 33  | Max Verstappen     | Red Bull-Honda            | 17   | 25:38,426 | 2    | 1         | 3     |
| 2       | 44  | Lewis Hamilton     | Mercedes                  | 17   | +1,430    | 1    | 2         | 2     |
| 3       | 77  | Valtteri Bottas    | Mercedes                  | 17   | +7,502    | 3    | 3         | 1     |
| 4       | 16  | Charles Leclerc    | Ferrari                   | 17   | +11,278   | 4    | 4         |       |
| 5       | 4   | Lando Norris       | McLaren-Mercedes          | 17   | +24,111   | 6    | 5         |       |
| 6       | 3   | Daniel Ricciardo   | McLaren-Mercedes          | 17   | +30,959   | 7    | 6         |       |
| 7       | 14  | Fernando Alonso    | Alpine-Renault            | 17   | +43,527   | 11   | 7         |       |
| 8       | 5   | Sebastian Vettel   | Aston Martin-BWT Mercedes | 17   | +44,439   | 10   | 8         |       |
| 9       | 63  | George Russell     | Williams-Mercedes         | 17   | +46,652   | 8    | 12        |       |
| 10      | 31  | Esteban Ocon       | Alpine-Renault            | 17   | +47,395   | 13   | 9         |       |
| 11      | 55  | Carlos Sainz, Jr.  | Ferrari                   | 17   | +47,798   | 9    | 10        |       |
| 12      | 10  | Pierre Gasly       | Alpha Tauri-Honda         | 17   | +48,763   | 12   | 11        |       |
| 13      | 7   | Kimi Räikkönen     | Alfa Romeo-Ferrari        | 17   | +50,677   | 17   | 13        |       |
| 14      | 18  | Lance Stroll       | Aston Martin-BWT Mercedes | 17   | +52,179   | 15   | 14        |       |
| 15      | 99  | Antonio Giovinazzi | Alfa Romeo-Ferrari        | 17   | +53,225   | 14   | 15        |       |
| 16      | 22  | Yuki Tsunoda       | Alpha Tauri-Honda         | 17   | +53,567   | 16   | 16        |       |
| 17      | 6   | Nicholas Latifi    | Williams-Mercedes         | 17   | +55,162   | 18   | 17        |       |
| 18      | 47  | Mick Schumacher    | Haas-Ferrari              | 17   | +68,213   | 19   | 18        |       |
| 19      | 9   | Nikita Mazepin     | Haas-Ferrari              | 17   | +77,648   | 20   | 19        |       |
| 20      | 11  | Sergio Pérez       | Red Bull-Honda            | 16   | DNF       | 5    | PL        |       |
| Källor: |     |                    |                           |      |           |      |           |       |

1. ↑  George Russell startar tre platser ner på startgridden efter att ha kolliderat med Carlos Sainz, Jr.[20]
2. ↑  Sergio Pérez klassificeras eftersom han körde färdigt mer än 90% av sprintkvalets sträcka.
3. ↑  Sergio Pérez startar från pitlane då hans bil behövde byta bakvinge efter incidenten under lördagens sprintkval.

## Loppet
Loppet kom igång 16:00 svensk tid (15:00 lokaltid) på söndagen den 18 juli 2021. Max Verstappen som startade på pole behöll ledningen i starten medan Charles Leclerc övertog Valtteri Bottas redan i starten. På första varvet i kurvan Copse, kolliderade Lewis Hamilton och Max Verstappen vilket resulterade i att Verstappens bil flög ut på gruset och in i barriären. Max Verstappen klarade sig oskadd från kraschen. Efter incidenten tog Charles Leclerc ledningen och en säkerhetsbil utlöstes. Kort efter utlöstes en röd flagga och loppet stoppades för att bilen skulle flyttas bort och däckbarriären behövdes repareras.
Loppet kom igång igen 16:46 svensk tid (15:46 lokaltid) efter den röda flaggan. Efter starten snurrade Sebastian Vettel och tappade till nittonde plats. Lewis Hamilton tilldelades ett tiosekunders strafftillägg som genomfördes vid sitt första depåstopp. Vettel tvingades bryta sitt lopp efter ett problem uppstod med bilen med ett misstänkt motorproblem. Lewis Hamilton lyckades klättra och köra förbi Charles Leclerc i de sista varven och tog hem vinsten.
Lewis Hamilton vann loppet följt av Ferraris Charles Leclerc följt av Mercedes Valtteri Bottas.
Max Verstappen behövde uppsöka sjukhusvård efter incidenten med Lewis Hamilton.
| Pos.                                                               | Nr. | Förare             | Konstruktör               | Varv | Tid/Bröt    | Grid | Poäng |
| ------------------------------------------------------------------ | --- | ------------------ | ------------------------- | ---- | ----------- | ---- | ----- |
| 1                                                                  | 44  | Lewis Hamilton     | Mercedes                  | 52   | 1:58:23,284 | 2    | 25    |
| 2                                                                  | 16  | Charles Leclerc    | Ferrari                   | 52   | +3,871      | 4    | 18    |
| 3                                                                  | 77  | Valtteri Bottas    | Mercedes                  | 52   | +11,125     | 3    | 15    |
| 4                                                                  | 4   | Lando Norris       | McLaren-Mercedes          | 52   | +28,573     | 5    | 12    |
| 5                                                                  | 3   | Daniel Ricciardo   | McLaren-Mercedes          | 52   | +42,624     |      | 10    |
| 6                                                                  | 55  | Carlos Sainz, Jr.  | Ferrari                   | 52   | +43,454     |      | 8     |
| 7                                                                  | 14  | Fernando Alonso    | Alpine-Renault            | 52   | +1:12,093   |      | 6     |
| 8                                                                  | 18  | Lance Stroll       | Aston Martin-BWT Mercedes | 52   | +1:14,289   |      | 4     |
| 9                                                                  | 31  | Esteban Ocon       | Alpine-Renault            | 52   | +1:16,162   |      | 2     |
| 10                                                                 | 22  | Yuki Tsunoda       | Alpha Tauri-Honda         | 52   | +1:22,065   |      | 1     |
| 11                                                                 | 10  | Pierre Gasly       | Alpha Tauri-Honda         | 52   | +1:25,327   |      |       |
| 12                                                                 | 63  | George Russell     | Williams-Mercedes         | 51   | +1 varv     |      |       |
| 13                                                                 | 99  | Antonio Giovinazzi | Alfa Romeo-Ferrari        | 51   | +1 varv     |      |       |
| 14                                                                 | 6   | Nicholas Latifi    | Williams-Mercedes         | 51   | +1 varv     |      |       |
| 15                                                                 | 7   | Kimi Räikkönen     | Alfa Romeo-Ferrari        | 51   | +1 varv     |      |       |
| 16                                                                 | 11  | Sergio Pérez       | Red Bull-Honda            | 51   | +1 varv     |      | 01    |
| 17                                                                 | 9   | Nikita Mazepin     | Haas-Ferrari              | 51   | +1 varv     |      |       |
| 18                                                                 | 47  | Mick Schumacher    | Haas-Ferrari              | 51   | +1 varv     |      |       |
| RET                                                                | 5   | Sebastian Vettel   | Aston Martin-BWT Mercedes | 41   | Motor       | 8    |       |
| RET                                                                | 33  | Max Verstappen     | Red Bull-Honda            | 1    | Kollision   | 1    |       |
| Snabbaste varvet: Sergio Pérez, Red Bull-Honda, 1:28,617 (varv 50) |     |                    |                           |      |             |      |       |
| Källor:                                                            |     |                    |                           |      |             |      |       |

Noter
- ^1  – Sergio Pérez körde det snabbaste varvet men får inte någon poäng eftersom han inte slutade i topp 10.

## Ställning i mästerskapet efter loppet
| Pos. | Förare          | Poäng |
| ---- | --------------- | ----- |
| 1    | Max Verstappen  | 185   |
| 2    | Lewis Hamilton  | 177   |
| 3    | Lando Norris    | 113   |
| 4    | Valtteri Bottas | 108   |
| 5    | Sergio Pérez    | 104   |

| Pos. | Konstruktör       | Poäng |
| ---- | ----------------- | ----- |
| 1    | Red Bull-Honda    | 289   |
| 2    | Mercedes          | 285   |
| 3    | McLaren-Mercedes  | 163   |
| 4    | Ferrari           | 148   |
| 5    | Alpha Tauri-Honda | 49    |

- Notering: Endast de fem bästa placeringarna i vardera mästerskap finns med på listorna.